# Поломошне (Яшкинський округ)
Поломо́шне (рос. Поломошное) — село у складі Яшкинського округу Кемеровської області, Росія.

## Населення
Населення — 1684 особи (2010; 1751 у 2002).
Національний склад (станом на 2002 рік):
- росіяни — 95 %